# Cheilosia sini
Cheilosia sini är en tvåvingeart som beskrevs av Barkalov 1998. Cheilosia sini ingår i släktet örtblomflugor, och familjen blomflugor. Inga underarter finns listade i Catalogue of Life.